# Dennis H. Klatt
Pour les articles homonymes, voir Klatt.
Dennis H. Klatt est un chercheur américain en science de la parole et de l'audition né le 31 mars 1938 à Milwaukee et mort le 30 décembre 1988 à Cambridge.
Klatt est un pionnier de la synthèse vocale informatisée et a créé une interface permettant aux utilisateurs non-experts de parler pour la première fois. Avant ses travaux, les personnes ne pouvant parler avaient besoin de l'aide d'un spécialiste pour pouvoir s'exprimer.
Il entre au Massachusetts Institute of Technology (MIT) en tant que professeur assistant en 1965, devenant chercheur principal en 1978 et reste membre de la faculté du MIT jusqu'à sa mort.
Le synthétiseur de parole DECtalk (en), connu car étant celui utilisé par Stephen Hawking, était basé sur la propre voix de Klatt.